# Johan Hermelin
Carl Johan Ivar Hermelin, född 31 december 1949 i Johannebergs församling i Göteborg, är en svensk friherre och politiker (folkpartist). 
Hermelin var ordförande i Liberala studentförbundet mellan 1975 och 1978.